# Дана Ваврова
Дана Ваврова (чеськ. Dana Vávrová; нар. 9 серпня 1967 року, Прага, Чехословаччина — 5 лютого 2009 року, Мюнхен, Баварія, Німеччина) — чесько-німецька акторка, режисерка, сценаристка і продюсерка. Володарка премії Deutscher Filmpreis. Нагороджена орденом «За заслуги перед ФРН».

## Біографія
Старша сестра Дани Ваврової — акторка Гана Германкова (01.03.1963), працювала телеведучою на чеському телебаченні.
З 1986 року була одружена з режисером, оператором і продюсером Йозефом Фільсмаєром, старшим на 28 років. Вони познайомилися на зйомках фільму «Частина неба», коли їй було 19. У 1988 році Ваврова зіграла у фільмі «Осіннє молоко» головну жіночу роль Ганни Вімшнайдер. Цей фільм був режисерським дебютом її чоловіка.
Народила трьох доньок: Яніну (28.09.1986), Терезу (08.06.1989) і Джозефіну (08.12.1992), які стали акторками. Пологи Терезою в 1989 році були зняті і використані у фільмі «Рама дама».
41-річна Дана Ваврова померла 5 лютого 2009 року у Мюнхені (Баварія, Німеччина). Причина смерті — рак.

## Кар'єра
На батьківщині у Чехословаччині Ваврова стала кінозіркою вже в дитинстві: з шести років виступала в дитячих фільмах і казках, грала в телевізійних серіалах «Пан Тау» («пан Тау») і «Арабелла».
У 1976 році зіграла свою першу головну роль у фільмі в «Ať žijí duchové»!, потім зіграла другорядну роль у Jak se točí Rozmarýny. У 1979 році зіграла другорядну роль у телевізійному міні-серіалі «Арабела».
У 1982 році завдяки ролі молодої Яніни Давид у німецькому десятисерійному серіалі «Частина неба» Ваврова стала відома і в Німеччині. За цю роль вона отримала призи «Золота камера», «Золотий Гонг» і приз Адольфа Грімма. У цьому міні-серіалі Джозеф Вільсмайер був одним із кінематографістів.
Паралельно з акторською майстерністю вона відвідувала Празьку консерваторію з 1981 по 1985 роки.
Всього виконала близько 50-ти ролей у фільмах і серіалах. На початку 1990-х років, крім акторської кар'єри, Ваврова також стала кінорежисеркою, сценаристкою і кінопродюсеркою.

## Нагороди та визнання
Отримала в 1989 році разом з партнером по фільму Вернером Штокером приз «Найкращі молоді актори» баварського, а потім і німецького фестивалю.
У цьому ж році отримала німецький акторський приз «Туфля Чапліна» як найкраща молода акторка.
Ці призи отримувала в подальшому неодноразово — за фільми «Частина неба», «Рама дама», «Сталінград», «Comedian Harmonists» («Комедіанти-музиканти»), «Сплячий брат», а також за фільм «Ведмідь втік», який режисувала. Її остання режисерська робота у фільмі «Останній поїзд» — після того, як чоловік поранився на зйомках.